# 贝尔什泰特
贝尔什泰特（法語：Berstett，发音：[bɛʁʃtɛt]）是法国下莱茵省的一个市镇，位于该省中部，属于萨韦尔讷区（Saverne）和布克斯维莱尔县（Bouxwiller）。该市镇总面积17.88平方公里，2009年时的人口为2287人。

## 人口
贝尔什泰特人口变化图示

## 姊妹城市
- 加拿大  魁北克省 德拉蒙市